# Sri-lankische Frauen-Cricket-Nationalmannschaft
Die sri-lankische Frauen-Cricket-Nationalmannschaft vertritt Sri Lanka als Frauen-Nationalmannschaft auf internationaler Ebene in der Sportart Cricket. Das Team wird von Sri Lanka Cricket (SLC) geleitet und ist seit 1998 Vollmitglied im International Cricket Council. Die Mannschaft besitzt somit WTest-Status.
Sri Lanka bestritt seinen ersten WTest 1998 gegen Pakistan. Die größten Erfolge bisher sind der 5. Platz beim Women’s Cricket World Cup (2013), der 8. Platz beim T20 World Cup (2014) und der Gewinn des Women’s Asia Cup (2024).

## Geschichte

### Die Anfänge
Das erste internationale Spiel der Mannschaft fand auf einer Tour der Niederlande in Sri Lanka statt, bei der Sri Lanka zwei der drei WODI der Serie verlor. Die Serie diente als Vorbereitung für den Women’s Cricket World Cup 1997 in Indien. Dort konnten sie sich in der Vorrunde gegen die West Indies durchsetzen, verloren jedoch im Viertelfinale gegen England. Das erste und bis heute einzige Frauen-Test-Match bestritt Sri Lanka auf einer Tour gegen Pakistan im April 1998, den sie siegreich bestreiten konnten. Im folgenden Winter kam abermals die Niederlande für eine Tour nach Sri Lanka und dieses Mal konnte Sri Lanka alle fünf spiele für sich entscheiden. Der nächste internationale Auftritt fand bei der Weltmeisterschaft 2000 in Neuseeland statt. Dort konnten sie sich zwar in der Vorrunde gegen die Niederlande und Irland durchsetzen, jedoch nicht für das Halbfinale qualifizieren. In den folgenden Jahren konnten sie jeweils eine Tour gegen Pakistan und in den West Indies jeweils deutlich gewinnen, verloren jedoch beim Women’s Asia Cup 2004 gegen Indien.

### Etablierung auf internationaler Ebene
Beim Women’s Cricket World Cup 2005 konnten sie sich gegen Südafrika durchsetzen und erreichten den sechsten Platz. In den folgenden drei Women’s Asia Cups (2005/06, 2006, 2008) erreichten sie jeweils das Finale, verloren aber jeweils gegen Indien. Während der Zeit wurde ihre Organisation im Jahr 2006 vom auch für das Männer-Cricket zuständige Sri Lanka Cricket übernommen. In der Vorbereitung auf die Weltmeisterschaften spielten sie unter anderem eine Tour gegen die West Indies, die bis heute letzte bilaterale ODI-Serie die sie gewinnen konnten. Beim Women’s Cricket World Cup 2009 in Australien verloren sie alle Vorrundenspiele und schieden somit früh aus. Beim im folgenden Sommer stattfindenden ICC Women’s World Twenty20 2009 konnten sie zwar gegen Pakistan gewinnen, qualifizierten sich dennoch nicht für das Halbfinale.

### Ausbleibende Erfolge

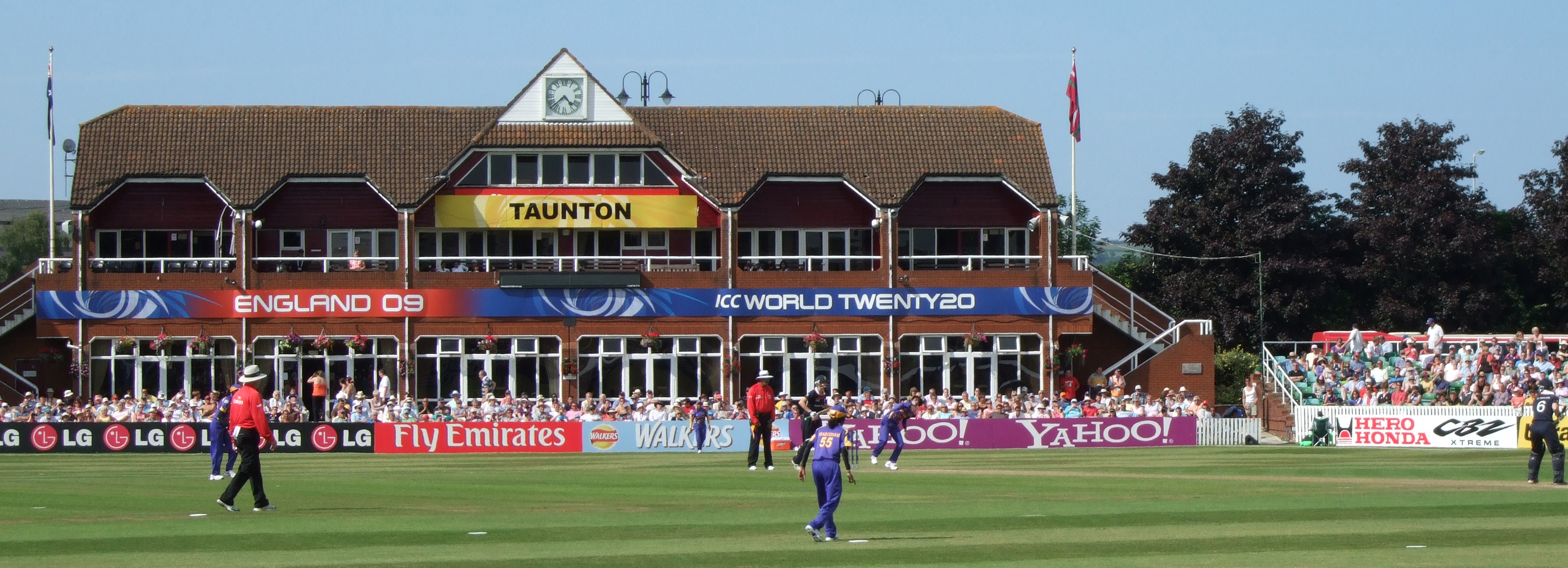
Spiel gegen England bei der World Twenty20 2009

Sri Lanka gelang wiederholt die Qualifikation für die großen Turniere, blieb dort jedoch bisher weiterhin erfolglos. Bei den Twenty20-Weltmeisterschaften 2010 und 2012 konnten sie jeweils ein Spiel gewinnen, scheiterten damit jedoch in der Vorrunde. Bei der ODI-Weltmeisterschaft 2013 gelang es ihnen mit Siegen gegen Indien und England erstmals für die zweite Runde bei einem Weltturnier zu qualifizieren, scheiterten dort jedoch in dem sie alle verbliebenen Spiele verloren.
Beim ICC Women’s World Twenty20 2014 konnten sie gegen Indien gewinnen und konnten auf Grund einer besseren Net Run Rate als Australien, die Vorrunde überstehen. Sie scheiterten jedoch in allen weiteren Spielen und belegten den 8. Platz. Bei der ICC Women’s Championship 2014–16 verloren sie alle WODI-Serien und wurden Letzter. In der Twenty20-Weltmeisterschaft 2016 setzten sie sich gegen Irland und Südafrika durch, konnten jedoch nicht die Qualifikation fürs Halbfinale erreichen. Die Qualifikation für die folgende ODI-Weltmeisterschaft war dadurch begünstigt, dass sie diese daheim bestreiten konnten. Bei der folgenden Endrunde konnten sie in der Vorrunde abermals nur gegen Pakistan gewinnen und wurden Vorletzte.
In der ICC Women’s Championship 2017–20 verloren sie abermals alle ausgetragenen WODI-Serien. Bei den Twenty20-Weltmeisterschaften 2018 und 2020 blieb es bei dem Gewinn von jeweils einem Spiel und den Ausscheiden nach den Vorrunden. Da die Qualifikation für den Women’s Cricket World Cup 2022 abgebrochen werden musste, verpassten sie erstmals seit 1997 wieder dieses Turnier. Beim ICC Women’s T20 World Cup 2023 gelangen ihnen zwei Siege, was jedoch nicht zum Halbfinaleinzug ausreichte.

## Organisation
Sri Lanka Cricket (SLC) wurde am 30. Juni 1975 als Board of Cricket for Sri Lanka (BCCSL) gegründet und ist verantwortlich für die Organisation des Cricket in Sri Lanka. Seit dem 21. Juli 1981 vertritt es Sri Lanka beim Weltverband International Cricket Council (ICC) als Vollmitglied. 1983 war der sri-lankische Verband außerdem Gründungsmitglied der Asian Cricket Conference (ACC; heute Asian Cricket Council).
Sri Lanka Cricket stellt die Sri Lanka vertretenen Cricket-Nationalmannschaften, einschließlich der für die Männer, Frauen und Jugend, zusammen. Er ist außerdem verantwortlich für die Durchführung von WTest-, WODI- und WTwenty20-Serien gegen andere Nationalmannschaften sowie die Organisation von Heimspielen und -turnieren. Neben der Aufstellung des Teams ist er verantwortlich für den Kartenverkauf, der Gewinnung von Sponsoren und der Vermarktung der Medienrechte.
Kinder und Jugendliche werden bereits in der Schule an den Cricketsport herangeführt und je nach Interesse und Talent beginnt dann die Ausbildung. Wie andere Cricketnationen verfügt Sri Lanka über eine U-19-Nationalmannschaft, die an der entsprechenden Weltmeisterschaft teilnimmt.

## Spielerinnen

### Spielerstatistiken
Insgesamt haben für Sri Lanka 11 Spielerinnen WTests, 82 Spielerinnen WODIs und 57 Spielerinnen WTwenty20s gespielt. Im Folgenden sind die Spielerinnen aufgeführt, die für die sri-lankische Mannschaft die meisten Runs und Wickets erzielt haben.

#### Runs
| WTest                  | WTest                  | WTest                  | WTest                  | WODI                   | WODI                   | WODI                   | WODI                   | WTwenty20                | WTwenty20              | WTwenty20              | WTwenty20              |
| Spielerin              | Zeitraum               | WTests                 | Runs                   | Spielerin              | Zeitraum               | WODIs                  | Runs                   | Spielerin                | Zeitraum               | WTwenty20s             | Runs                   |
| ---------------------- | ---------------------- | ---------------------- | ---------------------- | ---------------------- | ---------------------- | ---------------------- | ---------------------- | ------------------------ | ---------------------- | ---------------------- | ---------------------- |
| Chamani Seneviratna    | 1998–1998              | 1                      | 148                    | Chamari Athapaththu    | 2010–heute             | 115                    | 3.877                  | Chamari Athapaththu      | 2008–heute             | 146                    | 3.458                  |
| Vanessa de Silva       | 1998–1998              | 1                      | 141                    | Shashikala Siriwardene | 2003–2019              | 118                    | 2.029                  | Harshitha Samarawickrama | 2016–heute             | 072                    | 1.527                  |
| Dedunu Gunaratne       | 1998–1998              | 1                      | 055                    | Dilani Manodara        | 2006–2019              | 097                    | 1.363                  | Nilakshika Silva         | 2013–heute             | 103                    | 1.151                  |
| Rose Dovey             | 1998–1998              | 1                      | 052                    | Eshani Lokusuriyage    | 2005–2017              | 089                    | 1.219                  | Shashikala Siriwardene   | 2010–2020              | 081                    | 1.097                  |
| Chandrika Lakmalee     | 1998–1998              | 1                      | 027                    | Chamari Polgampola     | 2004–2018              | 075                    | 1.083                  | Hasini Perera            | 2014–heute             | 084                    | 0783                   |
| Stand: 11. August 2025 | Stand: 11. August 2025 | Stand: 11. August 2025 | Stand: 11. August 2025 | Stand: 11. August 2025 | Stand: 11. August 2025 | Stand: 11. August 2025 | Stand: 11. August 2025 | Stand: 11. August 2025   | Stand: 11. August 2025 | Stand: 11. August 2025 | Stand: 11. August 2025 |

#### Wickets
| WTest                  | WTest                  | WTest                  | WTest                  | WODI                   | WODI                   | WODI                   | WODI                   | WTwenty20              | WTwenty20              | WTwenty20              | WTwenty20              |
| Spielerin              | Zeitraum               | WTests                 | Wickets                | Spielerin              | Zeitraum               | WODIs                  | Wickets                | Spielerin              | Zeitraum               | WTwenty20s             | Wickets                |
| ---------------------- | ---------------------- | ---------------------- | ---------------------- | ---------------------- | ---------------------- | ---------------------- | ---------------------- | ---------------------- | ---------------------- | ---------------------- | ---------------------- |
| Rasanjali Silva        | 1998–1998              | 1                      | 8                      | Shashikala Siriwardene | 2003–2019              | 118                    | 124                    | Inoka Ranaweera        | 2012–heute             | 084                    | 092                    |
| Chamani Seneviratna    | 1998–1998              | 1                      | 7                      | Inoka Ranaweera        | 2012–heute             | 080                    | 080                    | Udeshika Prabodhani    | 2009–heute             | 106                    | 084                    |
| Rose Dovey             | 1998–1998              | 1                      | 4                      | Chamani Seneviratna    | 1997–2013              | 080                    | 072                    | Shashikala Siriwardene | 2010–2020              | 081                    | 077                    |
|                        |                        |                        |                        | Suwini de Alwis        | 2005–2011              | 049                    | 058                    | Sugandika Kumari       | 2015–heute             | 088                    | 064                    |
|                        |                        |                        |                        | Sripali Weerakkody     | 2006–2018              | 089                    | 058                    | Chamari Athapaththu    | 2009–heute             | 146                    | 063                    |
| Stand: 11. August 2025 | Stand: 11. August 2025 | Stand: 11. August 2025 | Stand: 11. August 2025 | Stand: 11. August 2025 | Stand: 11. August 2025 | Stand: 11. August 2025 | Stand: 11. August 2025 | Stand: 11. August 2025 | Stand: 11. August 2025 | Stand: 11. August 2025 | Stand: 11. August 2025 |

### Mannschaftskapitäninnen
Bisher hat insgesamt eine Spielerin als Kapitänin für Sri Lanka bei einem WTest fungiert, zwölf für ein WODI und acht für ein WTwenty20.
| WTest | WTest           | WTest    | WODI                    | WODI       | WTwenty20              | WTwenty20  |
| Nr.   | Name            | Zeitraum | Name                    | Zeitraum   | Name                   | Zeitraum   |
| ----- | --------------- | -------- | ----------------------- | ---------- | ---------------------- | ---------- |
| 1     | Rasanjali Silva | 1998     | Vanessa de Silva        | 1997       | Chamari Polgampola     | 2009       |
| 2     |                 |          | Rasanjali Silva         | 1998–2000  | Chamani Seneviratna    | 2010       |
| 3     |                 |          | Suthershini Sivanantham | 2002–2003  | Shashikala Siriwardene | 2010–2018  |
| 4     |                 |          | Thanuga Ekanayake       | 2004       | Dilani Manodara        | 2012       |
| 5     |                 |          | Randika Galhenage       | 2004       | Chamari Athapaththu    | 2014–heute |
| 6     |                 |          | Sandamali Dolawatte     | 2005–2013  | Hasini Perera          | 2016       |
| 7     |                 |          | Shashikala Siriwardene  | 2005–2019  | Inoka Ranaweera        | 2017       |
| 8     |                 |          | Chamani Seneviratna     | 2010       | Anushka Sanjeewani     | 2024       |
| 9     |                 |          | Dilani Manodara         | 2010–2012  |                        |            |
| 10    |                 |          | Chamari Athapaththu     | 2014–heute |                        |            |
| 11    |                 |          | Eshani Lokusuriyage     | 2015       |                        |            |
| 12    |                 |          | Inoka Ranaweera         | 2016–2017  |                        |            |

## Bilanz
Die Mannschaft hat die folgenden Bilanzen gegen die anderen Vollmitglieder des ICC im WTest-, WODI- und WTwenty20-Cricket (Stand: 11. August 2025).
| Gegner      | WTests | WTests | WTests | WTests | WTests | WODIs | WODIs | WODIs | WODIs | WODIs | WTwenty20s | WTwenty20s | WTwenty20s | WTwenty20s | WTwenty20s |
| Gegner      | Sp.    | S      | U      | N      | R      | Sp.   | S     | U     | N     | NR    | Sp.        | S          | U          | N          | NR         |
| ----------- | ------ | ------ | ------ | ------ | ------ | ----- | ----- | ----- | ----- | ----- | ---------- | ---------- | ---------- | ---------- | ---------- |
| Australien  | 0      | 0      | 0      | 0      | 0      | 11    | 0     | 0     | 11    | 0     | 8          | 0          | 0          | 8          | 0          |
| Bangladesch | 0      | 0      | 0      | 0      | 0      | 3     | 2     | 0     | 0     | 1     | 13         | 10         | 0          | 3          | 0          |
| England     | 0      | 0      | 0      | 0      | 0      | 20    | 1     | 0     | 17    | 2     | 12         | 2          | 0          | 10         | 0          |
| Indien      | 0      | 0      | 0      | 0      | 0      | 35    | 3     | 0     | 31    | 1     | 26         | 5          | 0          | 20         | 1          |
| Irland      | 0      | 0      | 0      | 0      | 0      | 7     | 4     | 0     | 2     | 1     | 5          | 4          | 0          | 1          | 0          |
| Neuseeland  | 0      | 0      | 0      | 0      | 0      | 16    | 2     | 0     | 13    | 1     | 17         | 2          | 0          | 14         | 1          |
| Pakistan    | 1      | 1      | 0      | 0      | 0      | 33    | 22    | 0     | 11    | 0     | 21         | 9          | 0          | 11         | 1          |
| Südafrika   | 0      | 0      | 0      | 0      | 0      | 25    | 6     | 0     | 16    | 3     | 17         | 6          | 0          | 11         | 0          |
| West Indies | 0      | 0      | 0      | 0      | 0      | 35    | 17    | 0     | 18    | 0     | 26         | 5          | 0          | 20         | 1          |

## Internationale Turniere

### Women’s Cricket World Cup
- 1973: nicht startberechtigt
- 1978: nicht startberechtigt
- 1982: nicht startberechtigt
- 1988: nicht startberechtigt
- 1993: nicht startberechtigt
- 1997: Viertelfinale
- 2000: Vorrunde
- 2005: Vorrunde
- 2009: Vorrunde
- 2013: Super 6 (Qualifikation)
- 2017: Vorrunde (Qualifikation)
- 2022: nicht qualifiziert (Qualifikation)
- 2025: qualifiziert
- 2029: noch ausstehend

### Women’s T20 World Cup
- 2009: Vorrunde
- 2010: Vorrunde
- 2012: Vorrunde (Qualifikation)
- 2014: 8. Platz (Qualifikation)
- 2016: Vorrunde
- 2018: Vorrunde
- 2020: Vorrunde
- 2023: Vorrunde
- 2024: Vorrunde
- 2026: qualifiziert
- 2028: noch ausstehend

### Women’s Asia Cup
- 2004: 2. Platz
- 2005/06: Finale
- 2006: Finale
- 2008: Finale
- 2012: Halbfinale
- 2016: Vorrunde
- 2018: Vorrunde
- 2022: Finale
- 2024: Sieger

### Asienspiele
- 2010: nicht teilgenommen
- 2014: 3. Platz
- 2022: 2. Platz